# Llista dels verbs forts de l'alemany
Aquesta llista és dels verbs forts, o irregulars, de l'alemany.
Aquesta classificació resulta del patró de grups d'apofonia tradicional que, això no obstant, difereix dels grups actuals d'apofonia. Per apofonia s'entén el canvi de la vocal del lexema, canvi que assenyala tot el seu grup de verbs corresponent. A les entrades aïllades dels verbs es donen les quatre formes següentes del verb: l'infinitiu, la primera i la tercera persona del singular del pretèrit i el participi segon. També apareixen les vocals modificades a la segona i tercera persona del singular del present a part. A més a més, també apareix la traducció al català.

## Primer grup apofònic: verbs amb el diftong "ei" al lexema

### ei - ie - ie
| Infinitiu | Pretèrit | Participi segon | Català                        |
| --------- | -------- | --------------- | ----------------------------- |
| bleiben   | blieb    | geblieben       | romandre                      |
| gedeihen  | gedieh   | gediehen        | prosperar                     |
| leihen    | lieh     | geliehen        | prestar                       |
| meiden    | mied     | gemieden        | evitar                        |
| preisen   | pries    | gepriesen       | lloar                         |
| reiben    | rieb     | gerieben        | ratllar                       |
| scheiden  | schied   | geschieden      | separar                       |
| scheinen  | schien   | geschienen      | semblar, brillar              |
| schreiben | schrieb  | geschrieben     | escriure                      |
| schreien  | schrie   | geschrieen      | cridar                        |
| schweigen | schwieg  | geschwiegen     | callar                        |
| speien    | spie     | gespieen        | escopir                       |
| steigen   | stieg    | gestiegen       | pujar                         |
| treiben   | trieb    | getrieben       | empènyer                      |
| weisen    | wies     | gewiesen        | mostrar, assenyalar, ensenyar |
| zeihen    | zieh     | geziehen        | acusar                        |

### ei - i - i
| Infinitiu  | Pretèrit | Participi segon | Català                           |
| ---------- | -------- | --------------- | -------------------------------- |
| beißen     | biss     | gebissen        | mossegar                         |
| erbleichen | erblich  | erblichen       | empal·lidir                      |
| gleichen   | glich    | geglichen       | assemblar-se                     |
| gleiten    | glitt    | geglitten       | lliscar                          |
| greifen    | griff    | gegriffen       | agafar                           |
| pfeifen    | pfiff    | gepfiffen       | xiular                           |
| reißen     | riss     | gerissen        | vt: arrencar, vi: trencar-se     |
| reiten     | ritt     | geritten        | montar a cavall, cavalcar        |
| scheißen   | schiss   | geschissen      | cagar                            |
| schleichen | schlich  | geschlichen     | escapolir-se                     |
| schleißen  | schliss  | geschlissen     | partir                           |
| schmeißen  | schmiss  | geschmissen     | llançar                          |
| schreiten  | schritt  | geschritten     | caminar                          |
| spleißen   | spliss   | gesplissen      | ajustar                          |
| streichen  | strich   | gestrichen      | passar (la mà), pintar, esborrar |
| streiten   | stritt   | gestritten      | barallar-se                      |
| weichen    | wich     | gewichen        | cedir, retirar-se                |

### ei - i - iamb canvi consonàntic
| Infinitiu | Pretèrit | Participi segon | Català |
| --------- | -------- | --------------- | ------ |
| leiden    | litt     | gelitten        | patir  |
| schneiden | schnitt  | geschnitten     | tallar |

## Segon grup apofònic: apofonia amb "o"

### Verbs amb la vocal del lexema "ie" i apofonia amb "o" llarga
| Infinitiu | Pretèrit | Participi segon | Català                    |
| --------- | -------- | --------------- | ------------------------- |
| biegen    | bog      | gebogen         | torçar                    |
| bieten    | bot      | geboten         | oferir                    |
| fliegen   | flog     | geflogen        | volar, anar amb avió      |
| fliehen   | floh     | geflohen        | fugir                     |
| frieren   | fror     | gefroren        | gelar, glaçar, tenir fred |
| verlieren | verlor   | verloren        | perdre                    |
| schieben  | schob    | geschoben       | empènyer, posar           |
| stieben   | stob     | gestoben        | dispersar-se, volar       |
| wiegen    | wog      | gewogen         | pesar                     |

#### Amb canvi de l'últim so
| Infinitiu | Pretèrit | Participi segon | Català          |
| --------- | -------- | --------------- | --------------- |
| kiesen    | kor      | gekoren         | votar, escollir |
| sieden    | sott     | gesotten        | bullir, coure   |
| ziehen    | zog      | gezogen         | tirar, estirar  |

^ : Kiesen és un verb que només s'empra en poesia i sol aparèixer com a erkiesen. Normalment es fa servir wählen.

### Verbs amb la vocal del lexema "ie" i apofonia amb "o" curta
| Infinitiu  | Pretèrit | Participi segon | Català                        |
| ---------- | -------- | --------------- | ----------------------------- |
| fließen    | floss    | geflossen       | fluir                         |
| genießen   | genoss   | genossen        | assaborir, gaudir             |
| gießen     | goss     | gegossen        | vessar, abocar                |
| kriechen   | kroch    | gekrochen       | arrossegar-se                 |
| riechen    | roch     | gerochen        | fer olor, (+ nach) olorar     |
| schießen   | schoss   | geschossen      | disparar                      |
| schließen  | schloss  | geschlossen     | firmar, tancar (un contracte) |
| sprießen   | spross   | gesprossen      | brotar                        |
| triefen    | troff    | getroffen       | rajar, regalimar              |
| verdrießen | verdross | verdrossen      | avorrir                       |

### Verbs amb altres vocals al lexema i apofonia amb "o" llarga
| Infinitiu | Pretèrit | Participi segon | Català                  |
| --------- | -------- | --------------- | ----------------------- |
| bewegen   | bewog    | bewogen         | moure, bellugar, agitar |
| erlöschen | erlosch  | erloschen       | apagar-se, extingir     |
| erwägen   | erwog    | erwogen         | considerar, ponderar    |
| gären     | gor      | gegoren         | fermentar               |
| lügen     | log      | gelogen         | mentir                  |
| saugen    | sog      | gesogen         | xuclar                  |
| schwören  | schwor   | geschworen      | jurar                   |
| trügen    | trog     | getrogen        | enganyar                |

^ : Erlöschen és una excepció perquè la seva vocal apofònica és, en tots els casos, curta.

## Tercer grup apofònic: e/i - a - o/u

### i - a - u
| Infinitiu | Pretèrit  | Participi segon | Català                  |
| --------- | --------- | --------------- | ----------------------- |
| binden    | band      | gebunden        | lligar                  |
| dingen    | dingte    | gedungen        | contractar              |
| dringen   | drang     | gedrungen       | empènyer                |
| finden    | fand      | gefunden        | trobar                  |
| gelingen  | gelang    | gelungen        | aconseguir, reeixir     |
| klingen   | klang     | geklungen       | sonar                   |
| ringen    | rang      | gerungen        | vt escórrer, vi lluitar |
| schinden  | schindete | geschunden      | explotar, maltractar    |
| schlingen | schlang   | geschlungen     | empassar, engolir       |
| schwinden | schwand   | geschwunden     | desaparèixer            |
| schwingen | schwang   | geschwungen     | agitar, vibrar, brandar |
| singen    | sang      | gesungen        | cantar                  |
| sinken    | sank      | gesunken        | enfonsar-se, davallar   |
| springen  | sprang    | gesprungen      | saltar                  |
| stinken   | stank     | gestunken       | pudir, fer pudor        |
| trinken   | trank     | getrunken       | beure                   |
| winden    | wand      | gewunden        | torçar, cargolar        |
| wringen   | wrang     | gewrungen       | escórrer, esprémer      |
| zwingen   | zwang     | gezwungen       | forçar, obligar         |

^ :Tant el pretèrit de dingen com el de schinden no presenten apofonia.

### i - a - o (curtes)
| Infinitiu | Pretèrit | Participi segon | Català               |
| --------- | -------- | --------------- | -------------------- |
| beginnen  | begann   | begonnen        | començar             |
| gewinnen  | gewann   | gewonnen        | guanyar              |
| rinnen    | rann     | geronnen        | fluir, rajar         |
| schwimmen | schwamm  | geschwommen     | nedar                |
| spinnen   | spann    | gesponnen       | filar, estar guillat |

### i - o - o (curtes)
| Infinitiu | Pretèrit | Participi segon | Català                          |
| --------- | -------- | --------------- | ------------------------------- |
| glimmen   | glomm    | geglommen       | cremar (sense flama), caliuejar |
| klimmen   | klomm    | geklommen       | escalar                         |

### e - o - o (curtes)amb canvi vocàlic a la segona i tercera persona del singular del present d'indicatiu
| Infinitiu                  | Pretèrit      | Participi segon | Català                         |
| -------------------------- | ------------- | --------------- | ------------------------------ |
| dreschen (er drischt)      | drosch        | gedroschen      | batre, trillar                 |
| fechten (er ficht)         | focht         | gefochten       | practicar esgrima              |
| flechten (er flicht)       | flocht        | geflochten      | trenar                         |
| melken (er melkt)          | molk          | gemolken        | munyir                         |
| quellen (er quillt)        | quoll         | gequollen       | brollar, rajar, inflar-se      |
| schmelzen (er schmilzt)    | schmolz       | geschmolzen     | fondre                         |
| schwellen (er schwillt)    | schwoll       | geschwollen     | inflar-se                      |
| verschellen (er verschelt) | [verschellte] | verschollen     | desaparèixer, no ésser present |

^ : Verschellen és un arcaisme.

### e - o - o (llargues)sense canvi vocàlic a la segona i tercera persona del singular del present d'indicatiu
| Infinitiu           | Pretèrit | Participi segon | Català           |
| ------------------- | -------- | --------------- | ---------------- |
| heben (er hebt)     | hob      | gehoben         | aixecar, elevar  |
| scheren (er schert) | schor    | geschoren       | esquilar, tondre |
| weben (er webt)     | wob      | gewoben         | teixir           |

### e - a - o (curtes)amb canvi vocàlic a la segona i tercera persona del singular del present d'indicatiu
| Infinitiu               | Pretèrit   | Participi segon | Català                     |
| ----------------------- | ---------- | --------------- | -------------------------- |
| bergen (er birgt)       | barg       | geborgen        | salvar, rescatar           |
| bersten (er birst)      | barst      | geborsten       | esberlar, fendre           |
| gelten (er gilt)        | galt       | gegolten        | valer, ésser vàlid         |
| helfen (er hilft)       | half       | geholfen        | ajudar, auxiliar           |
| schelten (er schilt)    | schalt     | gescholten      | renyar                     |
| sterben (er stirbt)     | starb      | gestorben       | morir                      |
| verderben (er verdirbt) | verdarb    | verdorben       | corrompre's, podrir-se     |
| werben (er wirbt)       | warb       | geworben        | fer propaganda de, enrolar |
| werden (er wird)        | wurde ward | geworden        | esdevenir                  |
| werfen (er wirft)       | warf       | geworfen        | tirar, llançar             |

^ : La forma ward del pretèrit de werden està en desús. A més a més, werden també funciona com a verb auxiliar del futur d'indicatiu i de l'oració passiva.

### e (curta) - a (llarga) - o (curta)amb canvi vocàlic a la segona i tercera persona del singular del present d'indicatiu
| Infinitiu               | Pretèrit | Participi segon | Català                    |
| ----------------------- | -------- | --------------- | ------------------------- |
| brechen (er bricht)     | brach    | gebrochen       | trencar, rompre           |
| schrecken (er schrickt) | schrak   | geschrocken     | espantar, intimidar       |
| sprechen (er spricht)   | sprach   | gesprochen      | parlar                    |
| stechen (er sticht)     | stach    | gestochen       | punxar, picar             |
| treffen (er trifft)     | traf     | getroffen       | encertar, trobar, afectar |

## Quart grup apofònic: e/o - a - oamb canvi vocàlic a la segona i tercera persona del singular del present d'indicatiu
| Infinitiu                | Pretèrit    | Participi segon | Català               |
| ------------------------ | ----------- | --------------- | -------------------- |
| befehlen (er befiehlt)   | befahl      | befohlen        | manar, ordenar       |
| empfehlen (er empfiehlt) | empfahl     | empfohlen       | recomanar            |
| nehmen (er nimmt)        | nahm        | genommen        | prendre, agafar      |
| stecken (er steckt)      | stak        | [gesteckt]      | ficar, posar, clavar |
| stehlen (er stiehlt)     | stahl       | gestohlen       | robar                |
| verhehlen (er verhehlt)  | [verhehlte] | [verhehlt]      | ocultar, dissimular  |

^ : Stecken només és un verb fort quan actua com a verb intransitiu-
^ : Quan el participi de verhehlen actua com a adjectiu passa a ser verhohlen.

### o (curta) - a (llarga) - o (curta)
| Infinitiu | Pretèrit | Participi segon | Català |
| --------- | -------- | --------------- | ------ |
| kommen    | kam      | gekommen        | venir  |

## Cinquè grup apofònic: e/i - a - e

### i (curta) - a (llarga) - e (llarga)
| Infinitiu                | Pretèrit             | Participi segon | Català                                 |
| ------------------------ | -------------------- | --------------- | -------------------------------------- |
| bitten                   | bat                  | gebeten         | demanar                                |
| sitzen                   | saß                  | gesessen        | estar assegut, fer l'efecte, quedar bé |
| verwenden (er verwendet) | verwendete, verwandt | verwenden       | utilitzar, emprar                      |

^ : El pretèrit de verwenden, verwandt, és un arcaisme.

### ie - a - e (totes llargues)
| Infinitiu | Pretèrit | Participi segon | Català              |
| --------- | -------- | --------------- | ------------------- |
| liegen    | lag      | gelegen         | jeure, estar ajagut |

### e (curta) - a (llarga) - e (curta)amb canvi vocàlic a la segona i tercera persona del singular del present d'indicatiu
| Infinitiu               | Pretèrit | Participi segon | Català           |
| ----------------------- | -------- | --------------- | ---------------- |
| essen (er isst)         | aß       | gegessen        | menjar           |
| fressen (er frisst)     | fraß     | gefressen       | menjar (animals) |
| messen (er misst)       | maß      | gemessen        | mesurar          |
| vergessen (er vergisst) | vergaß   | vergessen       | oblidar          |

### e - a - e (totes llargues)amb canvi vocàlic a la segona i tercera persona del singular del present d'indicatiu
| Infinitiu                | Pretèrit | Participi segon | Català             |
| ------------------------ | -------- | --------------- | ------------------ |
| geben (er gibt)          | gab      | gegeben         | donar              |
| genesen (er genest)      | genas    | genesen         | refer-se, curar-se |
| geschehen (er geschieht) | geschah  | geschehen       | succeir, ocórrer   |
| lesen (er liest)         | las      | gelesen         | llegir             |
| sehen (er sieht)         | sah      | gesehen         | veure              |
| treten (er tritt)        | trat     | getreten        | trepitjar          |

## Sisè grup apofònic: a - u - a ambdièresia la segona i tercera persona del singular del present d'indicatiu

### a (curta) - u (llarga) - a (curta)
| Infinitiu             | Pretèrit   | Participi segon | Català                  |
| --------------------- | ---------- | --------------- | ----------------------- |
| backen (er bäckt)     | backte/buk | gebacken        | fregir, coure (al forn) |
| schaffen (er schafft) | schuf      | geschaffen      | aconseguir              |
| wachsen (er wächst)   | wuchs      | gewachsen       | créixer                 |
| waschen (er wäscht)   | wusch      | gewaschen       | rentar                  |

### a - u - a (totes llargues)
| Infinitiu             | Pretèrit | Participi segon | Català                     |
| --------------------- | -------- | --------------- | -------------------------- |
| fahren (er fährt)     | fuhr     | gefahren        | anar, conduir              |
| graben (er gräbt)     | grub     | gegraben        | cavar, excavar             |
| laden (er lädt)       | lud      | geladen         | carregar                   |
| schlagen (er schlägt) | schlug   | geschlagen      | pegar, vèncer, batre       |
| tragen (er trägt)     | trug     | getragen        | portar, suportar, aguantar |

## Setè grup apofònic: apofonia amb -ie-

### a - ie - a (totes llargues) amb dièresi a la segona i a la tercera persona del singular del present d'indicatiu
| Infinitiu             | Pretèrit | Participi segon | Català                               |
| --------------------- | -------- | --------------- | ------------------------------------ |
| blasen (er bläst)     | blies    | geblasen        | bufar, tocar un instrument (de vent) |
| braten (er brät)      | briet    | gebraten        | rostir, fregir                       |
| mahlen (er mahlt)     | [mahlte] | gemahlen        | moldre                               |
| raten (er rät)        | riet     | geraten         | aconsellar                           |
| schlafen (er schläft) | schlief  | geschlafen      | dormir                               |

### a (curta) - ie - a (curta) amb dièresi a la segona i a la tercera persona del singular del present d'indicatiu
| Infinitiu            | Pretèrit   | Participi segon | Català                                        |
| -------------------- | ---------- | --------------- | --------------------------------------------- |
| fallen (er fällt)    | fiel       | gefallen        | caure, baixar                                 |
| halten (er hält)     | hielt      | gehalten        | parar, sostenir                               |
| lassen (er lässt)    | ließ       | gelassen        | deixar, permetre                              |
| salzen (er salzt)    | [salzte]   | gesalzen        | salar                                         |
| spalten (er spaltet) | [spaltete] | gespalten       | fondre, dividir, separar, escindir, esquerdar |

### Altres vocals llargues del lexema amb -ie- al pretèrit
| Infinitiu         | Pretèrit   | Participi segon | Català                        |
| ----------------- | ---------- | --------------- | ----------------------------- |
| hauen             | hieb/haute | gehauen         | pegar                         |
| heißen            | hieß       | geheißen        | dir-se, anomenar-se, anomenar |
| laufen (er läuft) | lief       | gelaufen        | córrer, caminar               |
| rufen (er ruft)   | rief       | gerufen         | cridar                        |
| stoßen (er stößt) | stieß      | gestoßen        | empènyer, topar               |

### a - i - a (totes curtes) amb dièresi a la segona i tercera persona del singular del present d'indicatiu
| Infinitiu               | Pretèrit | Participi segon | Català |
| ----------------------- | -------- | --------------- | ------ |
| fangen (er fängt)       | fing     | gefangen        | agafar |
| hängen (er hängt)hangen | hing     | gehangen        | penjar |

### Verbs amb canvi al lexema
| Present | Pretèrit | Participi segon | Català                |
| ------- | -------- | --------------- | --------------------- |
| gehen   | ging     | gegangen        | anar (a peu)          |
| stehen  | stand    | gestanden       | ésser o estar dempeus |

### Verbs reduplicatius
| Infinitiu | Pretèrit | Participi segon | Català |
| --------- | -------- | --------------- | ------ |
| tun       | tat      | getan           | fer    |